# Festival olympique australien de la jeunesse
Le Festival olympique australien de la jeunesse (AYOF) est une compétition internationale multisports organisée par le comité olympique australien pour les athlètes de 13 à 19 ans. La première édition s'est déroulée en 2001.

## Pays participants
- Afrique du Sud
- Australie
- Brésil
- Canada
- Chine
- États-Unis
- Fidji
- Grande-Bretagne
- Hongrie
- Indonésie
- International Triathlon Union
- Japon
- Malaisie
- Nouvelle-Zélande
- Combined Océanie
- Pays-Bas
- Singapour
- Chinese Taipei (Taïwan)
- Tonga
- Vanuatu

## Sports
- Athletics (track and field)
- Badminton
- Basketball
- Canoe/Kayak - Slalom
- Canoe/Kayak - Sprint
- Cyclisme
- Plongeon
- Golf
- Gymnastics - Artistic
- Gymnastics - Rhythmic
- Gymnastics - Trampoline
- hockey sur gazon
- Judo
- aviron
- Rugby à 7
- tri
- natation
- Triathlon
- Haltérophilie
- lutte

## Éditions
Le comité olympique australien a organisé six éditions du festival olympique de la jeunesse, en 2001, 2003, 2005, 2007, 2009 et 2013. 18,6 millions de dollars ont été investis dans l'organisation des différentes éditions.